# Plecoptera pallidimargo
Plecoptera pallidimargo là một loài bướm đêm trong họ Erebidae.